# Ругендас, Георг Филипп

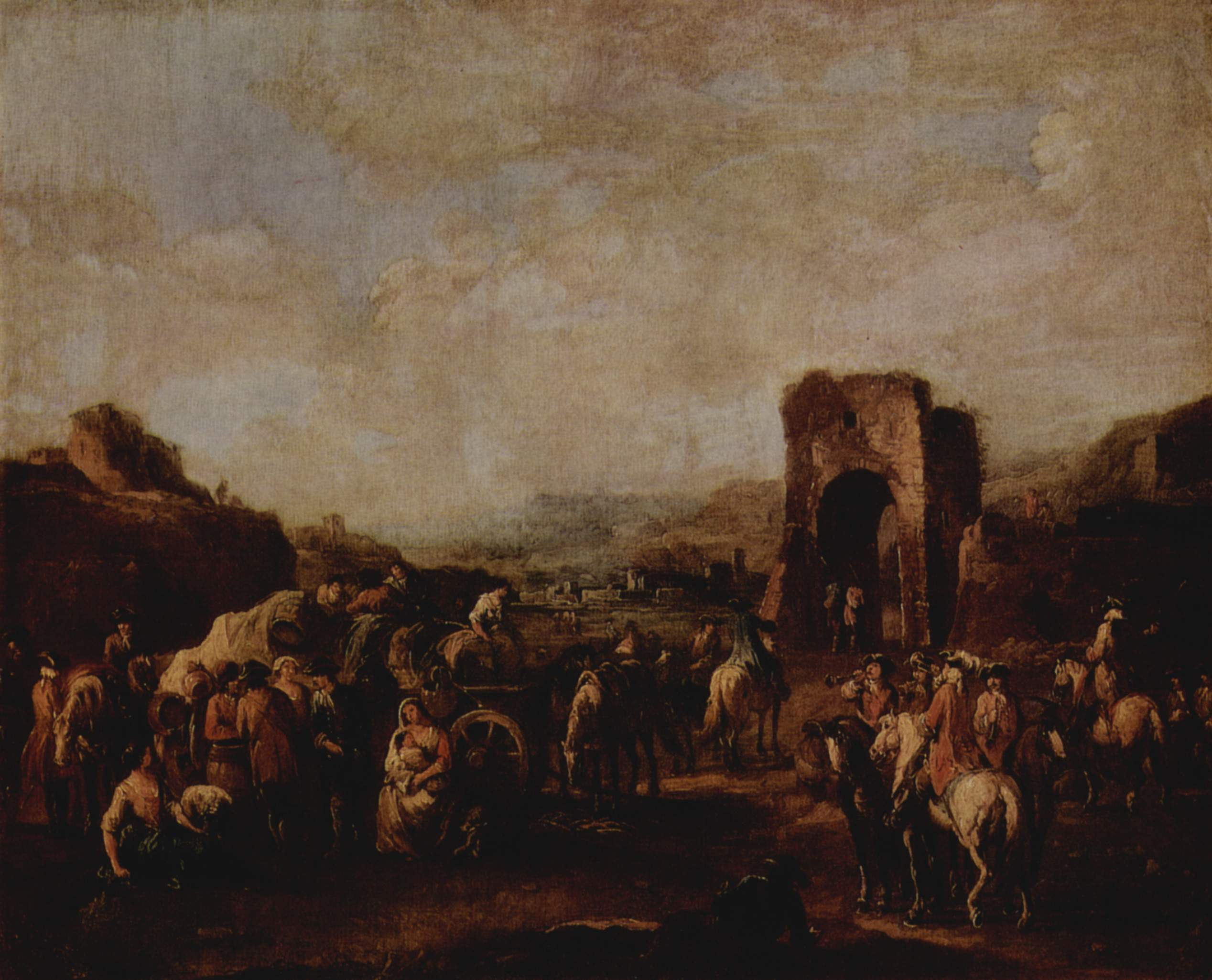
Одна из работ Ругендаса

Георг Филипп Ругендас (нем. Georg Philipp Rugendas; 27 ноября 1666, Аугсбург — 10 августа 1742, Аугсбург) — немецкий батальный живописец и гравёр, ученик Я. Фишера.
Георг Филипп Ругендас работал отчасти подражая Бургиньону, Лембке и Темпесте, отчасти пользуясь собственными этюдами с натуры.
В 1692 году он посетил Венецию и затем провёл некоторое время в итальянской столице Риме.
По возвращении в Германию поселился в Аугсбурге. Во время осады последнего, имел случай наглядно познакомиться с общим ходом и отдельными эпизодами сражений. Среди представителей батальной живописи Ругендас занимает весьма почётное место; его произведения отличаются уверенным и правильным рисунком, композицией, полной жизни и огня, живописностью целого.
В деятельности Ругендаса различаются три периода: в начальном преобладает достоинство колорита, в среднем — рисунок, а в последнем — и рисунок, и краски вполне достигают взаимной гармонии. Гравюры этого художника, изображающие преимущественно военные и охотничьи сцены, в такой же степени как и живопись, свидетельствуют о его любви к природе и старании глубоко вникать в неё.
Ругендас был директором Аугсбургской Академии художеств, преподавал рисунок и живопись. Картины Ругендаса можно видеть в галереях Вены, Берлина, Дрездена, Брауншвейга, Стокгольма, Касселя, Аугсбурга, в музеях других городов, а также в частных коллекциях.
Среди учеников — Август Кверфурт.

## Семья
Три сына Ругендаса: Георг-Филипп (1701—1774), Христиан (1708—1781) и Иеремиас-Готлоб (1710—1772) были гравёры и работали чёрной манерой. Особенным успехом пользовались батальные сцены Христиана: они напечатаны краской коричневого тона.